# چاه چملی
چاه چملی، روستایی از توابع بخش مرکزی شهرستان قلعه‌گنج در استان کرمان ایران است.

## جمعیت
این روستا در دهستان سرخ قلعه قرار دارد و براساس سرشماری مرکز آمار ایران در سال ۱۳۸۵، جمعیت آن ۶۰ نفر (۲۰خانوار) بوده‌است.